# 炉房山

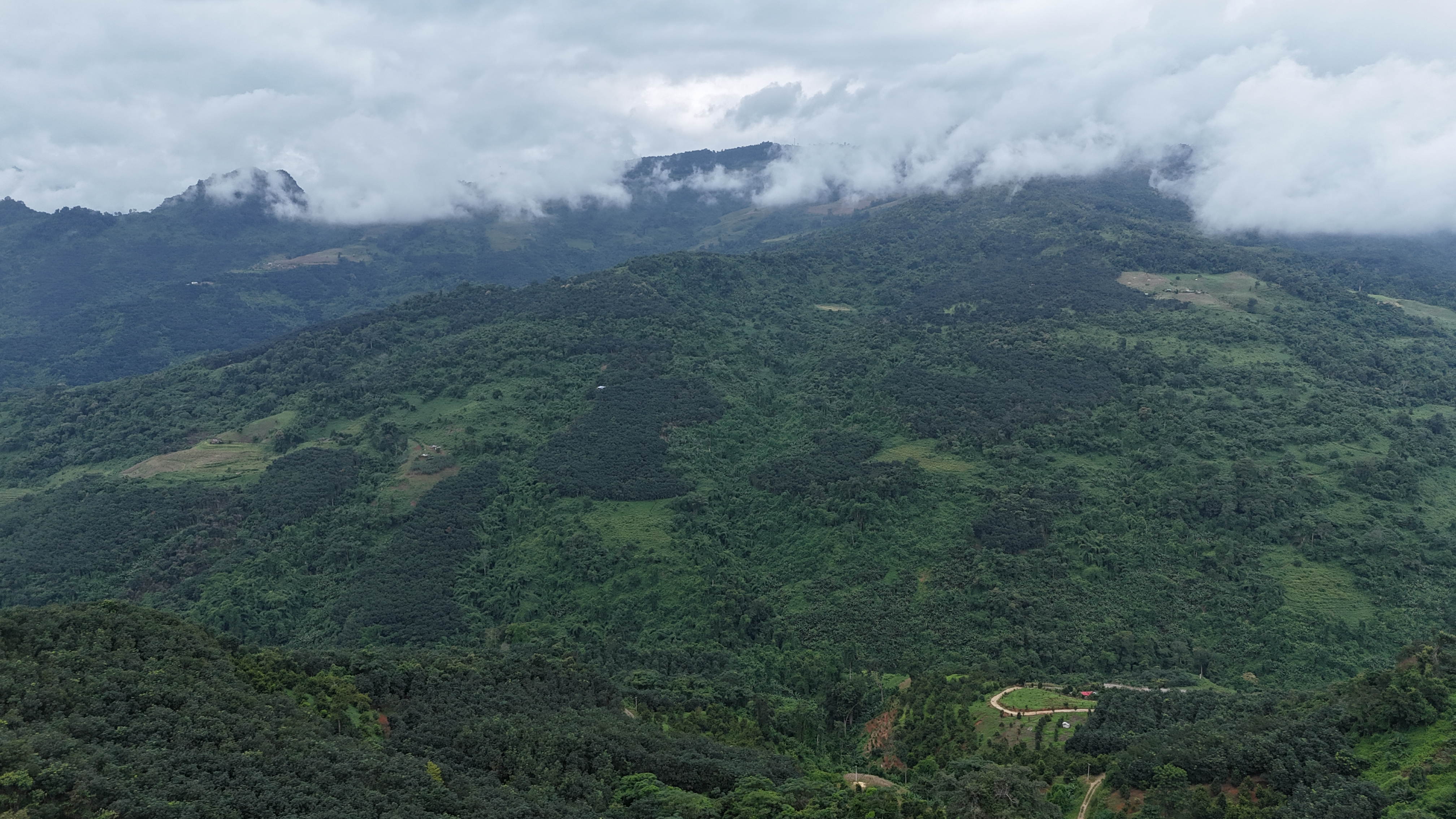
从中国沧源佤族自治县班老乡眺望峡谷另一侧的炉房山

炉房山（佤语：或:1176）是位于缅甸佤邦富邦县南邓区炉房乡的一座山，同时是佤邦318旅部驻地。該山位於中缅边界处，歷史上曾屬於中缅南段未定界，後劃歸緬甸。

## 地理
炉房山，面积15平方公里，位于阿佤山区:109。历史上地处佤族班老、永邦、班洪部落的交界处，清初是班老辖地，清末民初为班洪辖地:134，今在佤邦富邦县南邓区中缅边界处，早期认为炉房就是原茂隆银厂故址，而茂隆银厂实位在今沧源县芒卡镇湖广村内:907。

## 历史
1929年，云南省农矿厅长缪云台委托的工程师在炉房地区发现银矿:78。1933年初，富滇银行李景森在班洪调查矿物时自行与班洪王签订了开发炉房银矿的合同:22。与此同时，英国方面也对炉房银矿产生兴趣:25。1933年末，英缅政府派出矿业工程师和武装护卫前往炉房探查矿产，与当地班洪、班老等部落爆发冲突，是为“班洪事件”，李占贤“云南西南边防民众义勇军”参与战斗后英军处于不利地位，遂向国民政府提出交涉，战争被转入外交途径解决:651，中国将事件交给国际联盟裁定:195。
1941年中英划定“一九四一年线”，炉房归属缅甸:79，同时中国争取到了投资炉房山脊东侧3到6英里范围内任何英方矿业公司资本占比不超过49%的权利:195。中华人民共和国成立后，一度否认“一九四一年线”的合法性，最终在略微改线的前提下承认其作为中缅国界:4。1960年签订的《中华人民共和国政府和缅甸联邦政府关于两国边界问题的协定》第三条中，中国声明放弃参加经营炉房矿产企业的权利。